# Dominique Paats
Dominique Paats (Maastricht, 2 juni 1979) is een Nederlands accordeonist die bekendheid geniet in binnen- en buitenland.
Dominique Paats kreeg vanaf zijn zevende levensjaar privéles bij de bekende accordeonleraar Hubert Kicken. Hij volgde de Havo/Conservatorium opleiding waarin de reguliere vakken gecombineerd werden met het hoofdvak accordeon en theorieles aan het Conservatorium Maastricht. Na zijn eindexamen aan de HACO zette hij zijn studie voort aan het Brabants Conservatorium bij Ronald van Overbruggen. Hij begeleidde Jo Lemaire en gaf concerten met Glenn Corneille. In 2001 studeerde hij af als Accordeon Docerend Musicus en in 2002 als harmonie -fanfaredirigent bij Hardy Mertens .
In 2001 begon Paats als accordeondocent aan de Streekmuziekschool in Alphen aan den Rijn. In 2003 ging hij tevens werken als accordeondocent bij Muziekschool Kumulus te Maastricht.
Daarnaast speelt hij eerste accordeon bij Malando waarmee hij al tournees maakte door Duitsland, Japan, Finland en Nederland. In 2004 wint hij de aanmoedigingsprijs voor Limburgs muzikaal talent, 't Sjengske. Van 2014 tot oktober 2019 was Paats accordeonist bij de Limburgse band Wir Sind Spitze.

## Discografie
In januari 2004 is de debuut-cd Van Dominique Paats uitgekomen, getiteld "Accordeon". De cd bevat tango's, musette en jazz. Ook wordt de tango Olè Guapa waar Arie Maasland (Malando) zoveel jaren de wereld mee rondgetoerd heeft op eigen wijze vertolkt. Speciaal voor deze cd heeft Dominique Paats een eigen stuk geschreven, genaamd "La Meuse" (De Maas).
Andere titels zijn Polka Dots and Moon Beams, I want to be happy, Body and soul, Les triolets, Aubade Doiseaux, Les doigts d'or, Poema, Reine du Musette, Les Plus Beau Tango, Perles de cristal.